# Sexuální skandály katolických duchovních
Trestné činy zneužívání dětí a mladistvých (včetně následného zatajování těchto činů), které spáchali v 20. a 21. století katoličtí kněží, jeptišky a členové římskokatolických řádů, vedly k četným obviněním, vyšetřováním, soudním procesům a rozsudkům. Zneužíváni byli chlapci i dívky, někteří již ve věku tří let, přičemž většina byla ve věku mezi 11 a 14 lety.
Obvinění začala dostávat širokou publicitu koncem 80. let 20. století. Mnohdy byla osoba obviněna ze zneužívání po celá desetiletí; taková obvinění byla často předložena dospělými nebo adolescenty mnoho let poté, co došlo ke zneužití. Obviněni byli také členové katolické hierarchie, kteří se snažili předejít vyšetřování případů pohlavního zneužívání, přičemž přesunovali obviněné kněží do jiných farností, kde zneužívání někdy pokračovalo.
Tyto případy přitáhly značnou pozornost médií a veřejnosti po celém světě, zejména v Irsku, Kanadě a Spojených státech. Členové církevní hierarchie namítali, že tato medializace byla přílišná a nepřiměřená a že podobná zneužití se vyskytují i v jiných náboženstvích nebo institucích.
Řada televizních dokumentů v 90. letech, jako například Suffer the children (UTV, 1994), vzbudila pozornost společnosti v Irsku.
Investigace listu The Boston Globe v roce 2002 vedla k zesílenému zájmu sdělovacích prostředků o tuto problematiku ve Spojených státech; toto vyšetřování bylo později zdramatizováno ve filmu Spotlight (2015). Do roku 2010 se velká část vyšetřování podobných případů zaměřila na zneužívání v Evropě.
V rozmezí let 2001 a 2010 Svatý stolec, ústřední řídící orgán katolické církve, evidoval obvinění ze sexuální zneužívání týkající asi 3000 kněží, sahající až padesát let zpět.
Případy z celého světa odrážejí zákonitosti dlouhodobého zneužívání a církevní hierarchie pravidelně zakrývající zprávy o údajném zneužití. Diecézní úředníci a akademičtí pracovníci znalí situace v římskokatolické církvi v roce 2002 napsali, že sexuální zneužívání duchovenstvem není obecně diskutováno, a tak je obtížné je změřit.
Na Filipínách, kde v roce 2002 bylo přes 85 % populace katolického vyznání, následovala odhalení sexuálního zneužívání dětí kněžími po zveřejnění případů ze Spojených států v roce 2002.
Některé studie tvrdí, že kněží v katolické církvi nemají větší sklon dopustit se zneužití než ostatní mužská populace. Studie z roku 2010 tvrdí, že míra zneužívání kněžími prudce klesla v posledních dvaceti až třiceti letech, a že asi k 75 % případů ve Spojených státech došlo mezi lety 1960 a 1985. "Skutečným problémem je zneužívání moci a zrada povinností, které pastýři mají ke svému stádu," řekl k tomu britský historik a bývalý člen jezuitského řádu Michael Walsh. Papež František pojmenoval příčiny zneužívání takto: „Na začátku nestojí sexuální zneužití, nýbrž zneužití moci a svědomí. Tento jev papež nazval klerikalismem a jako jeho prevenci připomněl Ježíšova slova, že moc je určena ke službě.
Doposud největší snaha přimět papeže a vatikánské činitele k odpovědnosti za sexuální zneužívání dětí kněžími katolické církve nastala 13. září 2011, kdy organizace Síť obětí katolických kněží (SNAP) předložila Mezinárodnímu trestnímu soudu v Haagu 84 stránkovou zprávu a 20 tisíc stran dokumentace obvinění, že papež a činitelé z Vatikánu tolerovali a umožňovali systematické utajování znásilňování a sexuálního zneužívání dětí, páchané katolickými kněžími po celém světě. Žaloba byla soudem zamítnuta v červnu 2013 s tím, že záležitost nepatří do jeho jurisdikce.
Římskokatolická církev vydala na „urovnání“ právních případů sexuálního zneužívání dětí a mlčenlivost obětí sexuálních skandálů a trestných činů spáchaných jejími duchovními 3,99 miliardy dolarů (za období 1950–2016). Např. arcidiecéze Los Angeles do konce roku 2010 vyplatila pravým i falešným obětem 600 milionů USD. Někteří duchovní byli křivě obviněni. Údajné oběti obvykle chtěly vysoudit finanční odškodnění.
V letech 2004 až 2014 bylo propuštěno z duchovního stavu 848 katolických kněží a 2572 bylo potrestáno menšími tresty. Papež František zřídil 22. března 2014 Papežskou komisi pro ochranu nezletilých (it. Pontificia Commissione per la Tutela dei Minori), která pomáhá zabraňovat zneužívaní mladistvých a jiných osob v církvi. 4. června 2016 papež promulgoval Motu proprio Jako milující matka (it. Come una madre amorevole s účinností od 5. září 2016), které upřesňuje podmínky pro odvolání biskupů. Jedním z kanonických důvodů je i krytí sexuálního zneužívání. V únoru 2019 se konal ve Vatikánu čtyřdenní summit předsedů biskupských konferencí o sexuálním zneužívání.
V květnu 2019 vydal papež František dekret, který zavazuje kněží a řeholníky k okamžitému nahlášení sexuálního zneužívání či jeho krytí církevnímu představenému nebo Vatikánu. Platnost dekretu byla na tři roky, v roce 2023 ji papež prodloužil. Nově se vztahuje i na laické katolické představitele.
Specifika oběti sexuálního zneužívání v katolické církvi
Pro rozhovor na Seznam Zprávy řekl kaplan Marek Drábek, který se tématem zneužívání v církvi zabývá a dělá o něm osvětu mimo jiné skrze YouTube kanál Marek OPraem, že je téma zneužívání v církvi v ČR spíše tabu a mělo by se o něm mluvit mnohem více. V rozhovoru také zdůrazňuje důležitost postarat se i o pachatele. "Musí jasně nést důsledky toho, co udělal. Zároveň je nutné vést toho člověka k tomu, aby se i on sám uzdravil a mohl fungovat v nějaké společnosti." Je podle něj stále málo institucí, které by s oběťmi a pachateli pracovaly.
Jako obecně oběti sexualizovaného násilí, i oběti sexuálního zneužívání v církvi podstupují ze strany veřejnosti bagatelizaci a zpochybňování jejich zkušenosti.
Podle psychoterapeutky Rity Kramerové stále pro spoustu lidí, kteří nepracují s tématem traumatu, převládá přesvědčení, že je oběť schopna v momentě zneužívání zapojit vůli a bránit se. Velký stres nicméně oběti zamezí schopnost zapojit vůli a naprostá většina zneužívaných vytuhne, zkamení.
Specifický pro zneužívání v církvi je vztah pachatele a oběti: obvykle jde o kněze, který má autoritu a morální kredit, a jako oběť si vybírá někoho zranitelného, kdo například podstupuje domácí násilí, dítě, které nemá dost pozornosti a lásky od vlastních rodičů, atd. Náklonnost kněze může do jisté míry takto zranitelným obětem imponovat a vyplňovat potřebu pozornosti a zájmu, kterou postrádají v rodině. Často totiž nejde pouze o fyzický kontakt, ale pachatel s obětí buduje intimní citový vztah, dává dárky, atd.
Podle nemocničního kaplana Marka Drábka je zneužití duchovním pro oběť ještě horší, než zneužití učitelem nebo skautským vedoucím. Kněz je totiž zprostředkovatel Božího slova a autority, a když zneužije on, je to "jakoby zneužil Bůh". Dopady takového zneužití jsou velmi vážné nejen pro psychiku oběti, ale i pro její duchovní život.
Zneužití je o to šokující, že církev hlásá morálku, etické hodnoty a apeluje na sexuální čistotu.
Následky zneužívání si většina obětí nese celý život, nejsou schopny navázat sexuální vztahy, mít rodinu, někteří páchají sebevraždu. Obzvláště jsou-li zneužívány v době dospívání, mívá zneužívání dopad na jejich psychický vývoj.
Překážek k tomu, aby se oběť se svou zkušeností svěřila, je několik. Oběti mají strach z reakce okolí, z toho, že jim nikdo neuvěří, že je okolí odsoudí. Někdy mají pocit viny. "Řeší, že to třeba způsobili tím, jak se chovali, jak byli oblečení, co dělali. Může to být dáno i tím, co slyší v okolí: Mohla si za to sama, když měla krátkou sukni.“ řekl Marek Drábek v rozhovoru pro Seznam Zprávy.
Jiří Kylar v rozhovoru pro Seznam Zprávy řekl: "Je zajímavé, že jsem se nesetkal třeba s tím, že si za to mohu sám, jako tomu bývá u ženských obětí zneužívání, a to nejen v církvi. Když s tímto tématem přijde žena, že se jí něco takového stalo, reakce společnosti je velmi často taková, že si za to může sama, nemá chodit vyzývavě oblečená a vlastně role muže, který se násilí dopustil, se racionalizuje, jako by muž nebyl zodpovědný za své jednání, ale je to jen ubohé zvířátko, které má pudy a žena s tím musí počítat."
Pro některé oběti, jako například Jiřinu Kočí, může být zveřejnění jejich příběhu součástí terapie, skrze kterou se snaží vyrovnat se svým traumatem.
Tématu sexuálního zneužívání v náboženském kontextu v ČR se více pozornosti obrátilo teprve v letech 2018 a 2019, kdy se tématem začala intenzivněji zabývat média. Před rokem 2018 šlo spíše o krátké zprávy, poté se však objevily první hlubší reportáže. Přelomovým bodem také bylo odkrytí identity dvou obětí sexuálního zneužívání v katolické církvi – Jiřího Kylara a Jiřiny Kočí. Do té doby vypovídaly oběti anonymně, v roce 2018 vypověděl o své zkušenosti Jiří Kylar s přiznanou identitou a v roce 2021 také Jiřina Kočí, jakožto první žena v ČR. Ta se rozhodla otevřeně promluvit poté, co slyšela vyjádření Dominika Duky o obětech sexuálního násilí v katolické církvi. K větší informovanosti o dané tematice také přispěla diskuze o Úmluvě Rady Evropy o prevenci a potírání násilí vůči ženám a domácího násilí (tzv. Istanbulská úmluva).
Jedním typem reakce na danou problematiku je upřímný zájem, snaha o hledání cesty k řešení problému, důvěra k výpovědi oběti. Důležitá je také ochota a snaha porozumět oběti, některé aspekty její výpovědi totiž mohou nezasvěcenému člověku působit nelogicky a tudíž nedůvěryhodně (např. oběť se většinou nezvládne bránit, zamrzne, neuteče, nevolá o pomoc).
Dalším typem reakce může být odmítnutí problému. Není lehké přijmout skutečnost, že by kněz – osoba s morálním kreditem a autoritou, byl schopen spáchat něco tak ohavného. Pachatel je vůči oběti v pozici moci, oběť je většinou někdo zranitelný (dítě, žena, mladý dospělý) a když už se oběť odváží o zneužívání promluvit, může být její důvěryhodnost narušena právě tímto rozdílem v postavení ve společnosti, autoritě a moci. Také bývá odmítavá reakce zakládána na otázce, proč oběť s obviněním přichází až po tolika letech. Oběti jsou ale spíše schopné pojmenovat zneužívání až s odstupem let, také bývají manipulovány pachatelem k domnění, že to co se děje je normální a v pořádku. Další faktor, proč lidé mohou mít tendenci problém odmítat je představa křesťanství jakožto bezpečného společenství. Oběť Jiřina Kočí vzpomíná na reakce svého nejbližšího okolí, když jim řekla o své zkušenosti se zneužíváním: "I pro mámu jsem byla děvka". Pro řadu lidí v katolickém prostředí je "pan farář svatý muž" a "holka je ta, co ho svedla".
Ochranu dobrého jména církve můžeme považovat za další typ reakce na sexuální zneužívání v církvi. Jde o snahu skandály vyřešit interně a diskrétně. Mnoho obětí vypovídá o případech, kdy jejich pachatel byl po nahlášení pouze přesunut na jiné působiště, kdy byly samy oběti požádány, aby o svém příběhu nehovořily veřejně. Významným problémem může být také způsob vyrovnání se s trestným činem v církvi, oběti zde nemají zajištěná stejná práva jako když trestný čin řeší stát. Jako ukazují medializované případy, mlčení v církvi a odkládání řešení těchto činů, může mít právě opačný efekt, než bylo zamýšleno.
Mnoho obětí se podle svých výpovědí také setkává s pokryteckou reakcí ze směru církve. Na dotaz Jiřiny Kočí biskupovi Wasserbauerovi, zda církev nabízí možnost okamžitých psychoterapií kvůli práci s traumatem, dostala odpověď: "Takhle to přece nejde, nejdřív se to musí vyšetřit. To by jinak mohla přijít i tady paní z prodejny.“ Kylar po své zkušenosti popisuje dva přístupy církve: první, který jde více slyšet, jsou "biskupové, kteří to zatím řeší dost necitlivě a bez empatie, až na výjimky jako je Tomáš Holub a ještě možná pár biskupů. A pak je zde církev tichá, doprovázející a pomáhající. Věřící, řeholnice a řeholníci napříč komunitami, kněží. Tam vidím ohromnou pozitivní vlnu."

## Následky sexuálního zneužívání v dětství
Je již potvrzeno, že sexuální zneužití v dětství může způsobit potíže se somatickým zdravím jedince, stejně tak jeho psychické zdraví, adaptaci v partnerských a rodinných vztazích i v kontaktu s širším sociálním okolím. Sakař a Weiss (2009) ve svém článku uvádí, že čím bylo zneužití brutálnější a čím více byla oběť fyzicky poškozena, tím závažnější jsou také jeho následky z hlediska krátkodobých a dlouhodobých projevů. Toto tvrzení ale vyvrací duchovní Marek Drábek, který se tímto tématem dlouhodobě zabývá a pracuje nejen s oběťmi, ale také pachateli. V tomto ohledu je nutno zohlednit také schopnosti přeživších se s daným traumatem vypořádat nebo například reakce okolí, které nejsou vždy stejně podpůrné.

### Fyzické následky
U přeživších sexuálních deliktů se mohou objevovat i obtíže somatického rázu. Může se jednat například o poruchy spánku, poruchy koncentrace a paměti. Dále se může jednat o bolesti hlavy, zad, syndrom dráždivého tračníku nebo o chronickou bolest pánve.

### Psychické následky
Z psychického hlediska se může jednat o nespočet možných potíží, se kterými si mohou oběti sexuálních deliktů potýkat. Může se jednat o trvalé a hluboké poruchy emočního ladění nebo potíže s projevováním emocí. Přeživší sexuálních deliktů se také často potýkají se sebevražednými myšlenkami. Často se takovýto zásah do intimity může projevovat negativním vztahem ke svému vlastnímu tělu.
U přeživších také může docházet k tzv. retraumatizaci, kdy jsou vzpomínky oživeny nějakým podnětem, který se s traumatickým událostem pojí. Tyto podněty se nazývají spouštěči a může se jednat například o pach, slovo nebo osobu, které tuto událost oběti připomínají a mohou vyvolat znovuprožití celé traumatizující události.

### Dopad na sociální život
Závažné sexuální zneužívání se může později promítat do interpersonálních vztahů, a to především těch partnerských a rodinných. Přeživší sexuálních deliktů mohou mít strach z druhého pohlaví. Zároveň mohou být přeživší sexuálního násilí více liberální v oblasti sexuálních aktivit. Jako důsledek sexuálního zneužívání v dětství bylo také popsáno vystavování se rizikovým sexuálním aktivitám v dospělostí. Weiss (2005) také zmiňuje, že velký počet takto zneužívaných žen se v dospělosti stává prostitutkami, alkoholičkami a toxikomankami.

## Aféry podle států

### Vatikán
Dne 4. března 2010 bylo z policejních odposlechů zjištěno, jak papežský ceremoniář a člen bratrstva Jemnostpánů jeho Svatosti, Angelo Balducci, domlouvá 29letému vatikánskému sboristovi, Thomasi Chinedu Ehiemovi, muže pro homosexuální pohlavní styk. Z těchto odposlechů vyplývá, že Balducci zprostředkoval celou řadu milenců a nejméně jeden z nich studoval na kněze. Balducci byl přitom již 10. února zatčen kvůli podezření z korupce a tato (homo)sexuální aféra vyšla na veřejnost až z průběhu vyšetřování.
V lednu 2024 odvolací soud udělil historicky první trest odnětí svobody za sexuální zneužití na území Vatikánu, když odsoudil kněze Gabriele Martinelliho na 2,5 roku za skutky, které páchal v letech 2008 a 2009 na svém o rok mladším spolužákovi z vatikánské soukromé školy Pia X. Prvoinstanční soud jej v roce 2021 zbavil viny v některých bodech obžaloby a jiné prohlásil za promlčené. Podle amerického deníku The Washington Post a dalších médií, která na případ v roce 2021 upozornila, se v roce 2017 stal Martinelli knězem, přestože vrcholní církevní funkcionáři byli o jeho činech informováni přinejmenším od roku 2013. Papež František na situaci v roce 2021 reagoval tím, že nechal školu vystěhovat mimo vatikánské území.

### Česká republika
Téma pohlavního zneužívání římskokatolickými duchovními bylo poprvé silně medializováno roku 2000 v souvislosti s případem Františka Merty, kdy bohoslovec Václav Novák podal trestní oznámení nejen na později odsouzeného Mertu, ale také na olomouckého arcibiskupa Jana Graubnera, který měl podle Nováka o zneužívání dětí vědět. Ve stejném roce Václav Janečka v otevřeném dopise Graubnerovi tvrdil, že arcibiskup věděl i o dalším případě a náležitě jej neřešil. Od té doby bylo medializováno několik desítek případů zneužívání. V období od roku 1990 do února 2019 bylo v ČR za sexuální delikty (nejen s nezletilými) odsouzeno deset kněží. Řada případů vyšla najevo až se zpožděním, takže byla v době medializace již promlčena a trestněprávně nepostižitelná.
Představitelé římskokatolické církve v Česku začali situaci řešit až po roce 2011 na popud Kongregace pro nauku víry. Roku 2015 Česká biskupská konference stanovila pravidla prevence a vyšetřování případů zneužívání a roku 2019 zřídila kontaktní místo na pomoc obětem sexuálního zneužívání.
V kontextu hnutí Me Too roku 2018 Jiří Kylar vystoupil veřejně se svým svědectvím o zneužívání knězem. Kylar tak veřejně pod svou identitou učinil jako vůbec první z obětí zneužívání v Česku. Roku 2021 svůj příběh oběti zneužívání zveřejnila pod svou identitou také Jiřina Kočí. Kylar pak založil spolek Někdo ti uvěří, který má za cíl podpořit oběti a jejich blízké, dodat jim odvahu, nabídnout odbornou pomoc, propojit lidi s podobnou zkušeností a dělat osvětu ve společnosti.

### Polsko
V březnu 2002 rezignoval poznaňský arcibiskup Juliusz Paetz kvůli obviněním ze sexuálního obtěžování mladých kněží a studentů katolického semináře. Arcibiskup obvinění odmítl.
Polský student teologie byl i příčinou aféry v rakouském semináři v St.Pöltenu.
Od roku 2018 do 2020 obdržely diecéze a kláštery v Polsku celkem 368 hlášení o sexuálním zneužívání nezletilých.

### Rakousko
Konzervativní vídeňský arcibiskup kardinál Hans Hermann Groër byl v roce 1998 obviněn z pohlavního zneužívání dětí i z udržování homosexuálních vztahů s dospělými. Na svůj úřad rezignoval z důvodu věku, aniž by se k případné vině přihlásil, zemřel v roce 2003. Církev v Rakousku následkem aféry z hlediska daňové asignace opustilo přes 40 000 členů.
V semináři v St. Pöltenu v červenci 2004 policie zajistila desetitisíce pornografických snímků a videonahrávek včetně dětské pornografie. Státním zastupitelstvím byl v souvislosti s případem obviněn 27letý student z Polska, který údajně materiál na počítač stahoval, a do souvislosti s případem byla dávána i sebevražda jiného seminaristy, jehož tělo bylo na podzim roku 2003 nalezeno v Dunaji. Z nezvládnutí situace byl viněn sanktpöltenský biskup Kurt Krenn (28. červen 1936 – 25. leden 2014). Rektor semináře Ulrich Küchl odstoupil z funkce. Vyšetřováním byl pověřen biskup Klaus Küng. Vídeňský arcibiskup kardinál Christoph Schönborn vyšetřování podpořil.
August Paterno, kaplan známý svými televizními projevy o křesťanských hodnotách, byl obviněn ze sexuálního obtěžování. Případ označil za pomluvu. Jürgen Türtscher popisoval událost z roku 1978 během jízdy v automobilu: „Byl mimořádně nepříjemný a použil násilí. Hladil mě rukou po kalhotách, neustále jsem ho musel odstrkovat. Vícekrát mi sáhl mezi nohy.“ Biskup Klaus Küng Paterna následně na jeho žádost v roce 2004 uvolnil do penze.

### Německo
V červenci 2002 arcibiskupství Paderborn oznámilo, že uvolnilo dva kněze z duchovní služby kvůli pohlavnímu zneužívání.
Rovněž řezenské biskupství v červenci 2002 propustilo jednoho faráře.
Kněz würzburské diecéze byl za zneužívání jedenáctiletého chlapce odsouzen k desetiměsíčnímu trestu a k pokutě 2.000 euro.
Kněz z okresu Rhön/Grabfeld se sám přihlásil na policii a byl téhož dne uvolněn. Diecéze okamžitě přislíbila pomoc postižené rodině.
Státní zastupitelství v Darmstadtu začalo v červenci 2002 případě mohučského duchovního varovat před vlnou "pedofilní" hysterie namířené proti katolickým kněžím, která se začala Německem šířit. Některá obvinění se úřadům zdají pravděpodobná, jiná vykonstruovaná, ve všech případech jsou však obvinění duchovní do vyjasnění případu uvolněni z pastorační služby. U zjevně vykonstruovaných případů, kdy úřady obvinění odkládají, se mnohdy sami obvinění domáhají řádného došetření z důvodu svého očištění.
Dne 20. června německá biskupská konference souhlasila se zpřístupněním osobních složek ve všech diecézích kriminalistům a odborníkům.
V červnu 2022 podal muž v Německu žalobu ne kněze, který ho měl v dětství zneužít. Žaloba také zmiňuje bývalého papeže Benedikta XVI., který se podle žaloby provinil tím, že jako mnichovský arcibiskup z let 1977 až 1982 „znal všechny okolnosti“ a „přinejmenším dopustil, aby tento kněz své činy opakoval“.

### Francie
Od roku 1995 patrně do dubna 2002 bylo ve Francii souzeno či odsouzeno za pohlavní zneužívání dětí celkem třicet kněží.
V září 2001 francouzský soud odsoudil římskokatolického biskupa na tři měsíce podmíněně za to, že neupozornil policii na zneužívání dětí jedním knězem v jeho diecézi.
V březnu 2019 odsoudil lyonský soud arcibiskupa Philippa Barbarina k podmíněnému trestu 6 měsíců odnětí svobody za to, že zatajoval sexuální zneužívání nezletilých jinými duchovními, když mezi červencem 2014 a červnem 2015 nenahlásil úřadům zneužívání chlapců knězem Bernardem Preynatem v 80. a 90. letech 20. století. Sám Preynat se později, když se v roce 2015 objevila obvinění proti němu, ke svým činům přiznal a uvedl, že Barbarin a další činovníci jej kryli. Arcibiskup Barbarin po rozsudku podal papeži Františkovi rezignaci, který ji nepřijal kvůli nepravomocnému rozsudku. Philippe Barbarin se stáhnul do ústraní a vyjádřil vůli rezignovat po vyneseni pravomocného rozsudku.
V říjnu 2021 nezávislá vyšetřovací komise ve Francii zveřejnila zprávu, podle níž od roku 1950 zneužilo ve Francii asi tři tisíce kněží a řeholníků více než 216 tisíc nezletilých, většinou chlapců.
V březnu 2023 přiznala francouzská katolická církev finanční odškodnění asi 190 obětem sexuálního zneužívání kněžími nebo jinými církevními představiteli.

### Belgie
Jeden belgický muž, který se označil za synovce biskupa, uvedl, že byl od pěti do osmnácti let znásilňován katolickým biskupem z Brugg Rogerem Vangheluwem. Když se v dubnu 2010 již jako více než čtyřicetiletý obrátil na kardinála Godfrieda Danneelse, ten se ho snažil přemluvit, aby případ svého sexuálního zneužívání nezveřejňoval a místo toho přijal omluvu v soukromí nebo počkal rok, aby se biskup stačil stáhnout do ústraní. Muž si jeho slova tajně nahrál. Rodina oběti pak obeslala všechny belgické biskupy se žádostí, aby Vangheluwe odstoupil. Biskup Vandgheluwe se nakonec sám přiznal ke zneužívání chlapce v době, kdy byl ještě knězem, ale i poté, co se v roce 1984 stal biskupem. A 23. dubna 2010 odstoupil. Podle korespondenta BBC se jednalo o prvního takto vysokého představitelé katolické církve, který se ke zneužívání přiznal.

### Velká Británie
Michael Hill byl v roce 1997 odsouzen k pěti letům vězení za zneužití sedmi chlapců, po třech a půl letech byl z vězení propuštěn. 21. listopadu 2002 jej za nově zjištěné činy z doby kněžského působení soudce Christopher Moss odsoudil k dalším pěti letům vězení. Hill se v roce 2002 přiznal k šesti případům sexuálního kontaktu se třemi dětmi ve věku 10–14 let. The Guardian zmiňuje domněnku, že za dobu svého kněžského působení od roku 1960 do konce osmdesátých let Hill sexuálně zneužil asi 30 chlapců (jako kněz působil do roku 1996). Začátkem osmdesátých let se Hill podrobil léčení. Katolický biskup diecéze Brighton a Arundel, kardinál Cormac Murphy-O'Connor, Hilla roku 1985 jmenoval knězem na londýnském letišti Gatwick navzdory varování, že zneužívá chlapce. Rodiče údajně tvrdí, že si opakovaně na Hillovo chování stěžovali a církev vždy reagovala jen přesunem Hilla do jiné farnosti. Kvůli dlouholetém fyzickému vztahu s mužem, který jej ještě s několika dalšími kněžími a jedním laikem obvinil ze sexuálního zneužívání, odstoupil v r. 2013 ze svého úřadu skotský kardinál Keith O'Brien a nezúčastnil se proto ani posledního konkláve. O'Brien se ještě před volbou nového papeže přiznal, že se dopustil nevhodného chování, a rezignoval na svůj úřad. Čelil obviněním, že nočních modliteb zneužíval k popíjení a k tělesným kontaktům s mladšími kleriky v semináři.
V letech 1995–1999 bylo ve Velké Británii odsouzeno 21 kněží za pohlavní zneužívání dětí. Kardinál Murphy O'Connor 21. listopadu 2002 v dopise listu Times v rámci své obhajoby poukázal na to, že církev o sexuálních praktikách kněží informuje policii a sociální služby.

### Irsko
Brendan Comiskey, bývalý biskup diecéze Ferns v Irsku, byl obviňován, že nezakročil proti pohlavnímu zneužívání nezletilých, jehož se dopouštěli jemu podřízení kněží (např. Jim Grennan a Seán Fortune). Z funkce odstoupil 1. dubna 2002.
Seán Fortune, katolický kněz, byl obviněn a souzen za to, že během svého života v desítkách případů pohlavně zneužíval chlapce. Byl vysvěcen, přestože se to o něm v té době již vědělo. V březnu 1999 po propuštění z vazby spáchal sebevraždu. Sebevraždu spáchaly i dvě z jeho obětí (není zřejmé, zda z důvodu samotného pohlavního zneužívání nebo z důvodu aféry).
Podle zprávy z března 2006 vypracované dublinskou arcidiecézí (arcibiskup Diarmuid Martin) za uplynulých 66 let (od roku 1940) bylo 102 kněží v arcidiecézi podezřelých, že pohlavně zneužívali děti, z toho o podezření 91 kněží byla již dříve otevřena. Obětí podle podezření mělo být více než 350. (Informace z ČTK ovšem zaměňuje pojmy „pedofil“ s pojmem „osoba podezřelá z pohlavního zneužívání dětí“ a chybně uvádí některá čísla i jejich význam, ověřeno dle zpráv agentur Reuters, UPI a Associated Press Writer.) Proti kněžím z arcidiecéze bylo vedeno 105 soudních řízení, v nichž 32 kněží bylo obviněno a z toho 8 kněží potrestáno. Ve sledovaném období působilo v arcidiecézi 2800 duchovních, podezření se tedy týkala 3,6 % z nich, obvinění 1,1 % a potrestání 0,3 %. Po zveřejnění zprávy bude arcidiecézní komise zkoumat, jak byly případy řešeny.
V listopadu 2009 zveřejnila irská vláda zprávu nazvanou Report of the Commission of Investigation into the Catholic Archdiocese of Dublin, z níž vyplývá, že vedení arcidiecéze Dublin v letech 1975–2004 potlačovalo informace o tom, že její kněží sexuálně zneužívají děti a státní úředníci ji v tom podporovali. Dublinský arcibiskup Diarmuid Martin, který k odhalení skandálu přispěl, se obětem omluvil a řekl, že nad tím, co se stalo, cítí bolest a hanbu. Zpráva rozebírala případy 46 kněží (ovšem v době jejího vydání bylo soudem shledáno vinnými a dosouzeno jen 11 z nich). 17. prosince přijal papež Benedikt XVI. rezignaci Donala Murraye, toho času biskupa diecéze Limerick, který v letech 1982–1992 zastával post pomocného biskupa arcidiecéze Dublin a podle zprávy byl do krytí zneužívání zapleten. Krátce poté následovalo přijetí rezignací další tří biskupů. Pozdější analýza z léta 2011 kritizovala Vatikán zejména za naprostý nedostatek spolupráce při vyšetřování – mj. i biskupa Johna Magee, bývalého tajemníka papeže Jana Pavla II., za lhaní při poskytování informací irským úřadům o interním církevním vyšetřování zneužívání dětí.

### Slovinsko
V roce 2022 se objevilo několik svědectví žen, které měly podstupovat sexuální zneužívání ze strany slovinského jezuity Marko Ivana Rupnika, jedné z nejvýraznějších osobností moderního křesťanského umění a pokrokové teologie. Zneužívání se mělo podle výpovědí odehrávat v různých obdobích a trvat více než 30 let (od začátku 90. let do roku 2018). V prosinci 2022 Rupnikovi katolická církev zastavila veřejnou činnost. Podle některých obětí, jezuité v komunitě Loyola, kde se mimo jiné mělo zneužívání odehrávat, měli oznámené knězovy činy zamlčovat.

### Portugalsko
V červenci 2022 zahájila portugalská prokuratura vyšetřování sedmi případů sexuálního zneužívání dětí v katolické církvi. Potvrzených případů je (k roku 2023) skoro 5 000.

### Švýcarsko
Ve Švýcarsku bylo odhaleno nejméně 1002 případů sexuálního zneužívání v prostředí římskokatolické církve od poloviny minulého století. Obviněno v té souvislosti bylo 510 lidí a identifikováno bylo 921 obětí, informovali podle agentury DPA ve své zprávě historikové Curyšské univerzity. Bylo to poprvé, kdy nezávislý výzkumný tým v církevních archivech ve Švýcarsku mohl prohlížet dokumenty o sexuálním zneužívání kolem katolické církve.
Přibližně 39 % postižených tvořily ženy a necelých 56 % muži. Pohlaví pěti procent nebylo možné ze zdrojů jednoznačně určit. Až na několik výjimek byli obviněnými muži. Podle studie tvořili většinu obětí (74 procent) nezletilí, "od kojenců a předpubertálních dětí až po mladé dospělé v postpubertálním věku". Ve 14 procentech případů se jednalo o dospělé osoby a ve 12 procentech případů byl věk obětí nejednoznačný.
Pachateli byli katoličtí duchovní, zaměstnanci církve a členové řeholních řádů ve Švýcarsku. Za hlavní oblasti zneužívání v církevním prostředí výzkumníci označili pastoraci, katechezi, řeholní řády a nová duchovní společenství s jejich specifickými mocenskými konstelacemi.
Studii zadala Švýcarská biskupská konference, Konference řeholních řádů a Římskokatolická ústřední konference Švýcarska (RKZ), církevní organizace kantonů. Švýcarská biskupská konference byla zděšena výsledky studie, které odhalily propastné rozdíly, uvedl její předseda, biskup Felix Gmür. "Příliš mnoho církevních představitelů se po desetiletí chovalo nezodpovědně," přiznal Gmür. "Nebrali postižené vážně a chránili pachatele. Stáli na špatné straně." Tuto vinu nelze jednoduše setřít. "Za každým číslem se skrývá člověk, tvář, život, který byl zničen," řekl předseda biskupské konference.

### Spojené státy americké
Skandály v USA vyvrcholily v roce 2002. Tehdy údajně bylo zjištěno, že v USA bylo v posledních deseti letech církví zatajeno kolem 70 případů pohlavního zneužívání dětí a mladistvých. Od ledna do června 2002 v USA kvůli obvinění ze sexuálního zneužívání bylo odvoláno nebo rezignovalo 250 kněží a odstoupili 4 biskupové. Katolická církev v USA v letech 1980–2002 vynaložila podle odhadů 300–800 milionů dolarů za mimosoudní vyrovnání nebo soudní poplatky v občanském soudním řízení.
Ve středu 24.4.2002 američtí kardinálové a další zástupci biskupské konference ve Vatikánu oznámili americkým novinářům výsledky svého pracovního setkání s papežem Janem Pavlem II. ve dnech 23.–24.4.2002. 12 amerických kardinálů přijalo závěrečné prohlášení a napsalo také dopis adresovaný všem kněžím v USA. V dokumentu se zdůrazňuje, že případů pohlavního zneužívání je mezi kněžími a řeholníky velmi málo a že většinu obětí tvořili mladiství, nikoliv děti. Všichni účastníci jednání však přiznali tomuto tématu velkou důležitost. Zároveň byla konstatována nejednoznačnost statistických údajů, které jsou k dispozici, a byla popřena souvislost mezi celibátem a pohlavním zneužíváním. Byla doporučena důkladnější duchovní a kázeňská formace a pokání, modlitby za obrácení hříšníků a usmíření obětí. Kardinálové vyjadřují lítost těm kněžím, kteří neselhali, za „těžké břemeno hanby a bolesti způsobené těmi, kdo zradili milost svého svěcení a zneužívali ty, kdo jim byli svěřeni.“ a nad tím, že tomu nedokázali zabránit. Washingtonský arcibiskup kardinál Theodore Edgar McCarrick shrnul jednání takto: „Slova Svatého Otce zněla zcela jasně: Lidé musí vědět, že mezi kněžími a řeholníky není místo pro ty, kdo škodí mládeži. Z těchto slov vyplývá, že Jan Pavel II. je pro nulovou toleranci vůči těm, kdo se takových činů dopouštějí. V tom jsou všichni zcela zajedno. Od dnešního dne není již více mezi kněžími místo pro nikoho, kdo se takovýchto skutků dopouští.“ Podle McCarricka by kněz měl být z církve vyloučen, i kdyby se provinil jen jednou. Sám Theodore McCarrick byl odsouzen za sexuální zneužívání, kterého se dopustil v sedmdesátých letech. Emeritní arcibiskup Washingtonu rezignoval na členství v kardinálském kolegiu a nakonec byl papežem propuštěn z duchovního stavu. Toto rozhodnutí je definitivní a nejsou přípustné žádné opravné prostředky
V polovině června 2002 biskupská konference schválila v Texasu Dallaskou chartu na ochranu dětí před zneužíváním kněžími. Pro bylo 239 biskupů, proti 13. Zároveň vytvořila zvláštní orgán k jejímu dodržování. (V té době působilo v zemi přes 44.000 (katolických?) kněží.) Podle závěrů provinilí kněží měli být zbavení úřadu, avšak nikoliv i kněžství, jak navrhovali zástupci obětí. Směli by tedy například sloužit mše soukromě.
Podle dokumentu zveřejněného 6. ledna 2004 nebo 27. února 2004, připraveného na objednávku katolické biskupské konference USA „Úřadem pro ochranu dětí a mládeže“, vytvořeným biskupy s účastí zástupců FBI, bylo v letech 1950–2002 v 11 000 obviněních obviněno ze sexuálního zneužívání nezletilců 4450 amerických kněží, což představuje 4 % kněží, kteří v těchto letech působili. 6700 obvinění se potvrdilo, 1000 bylo vyvráceno a 3300 nebylo možné prověřit. Čtvrtina z obviněných byla obviněna 2× až 3×, 13 % 4× až 9×, 3 % 10× nebo vícekrát. 80 % obětí bylo ve věku 11–17 let, 16% ve věku 8–10 let a 6% ve věku 7 a méně let. Ředitel společnosti na pomoc obětem katolických kněží David Clohessy míní, že počty uvedené ve zprávě nezahrnují celou pravdu. Předseda biskupské konference USA Wilton Gregory prohlásil, že účelem zprávy je „co nejlépe pochopit, proč došlo k tak hrozným událostem v životě americké katolické obce“ a aby se zabránilo opakování. Obětem vzkázal, že jeho srdce je se všemi, kteří trpěli. Tom Roberts jménem katolické opozice zdůraznil, že problémem nebylo jen sexuální zneužívání, ale i zneužití moci a důvěry ze strany vedení církve.

#### Bostonská arcidiecéze
Humberto Madeiros, kardinál, do roku 1984 bostonský arcibiskup, řešil stížnosti na zneužívání dětí knězem Johnem Geoghanem pouze překládáním z místa na místo.
Bernard Francis Law, kardinál, v letech 1984–2002 bostonský arcibiskup, byl obviněn z krytí pohlavního zneužívání dětí kněžími (např. Paul Shanley, John Geoghan) v této diecézi. Provinilé kněze překládal z místa na místo. Geoghana v roce 1994 suspendoval z aktivní služby a v roce 1998 laicizoval. Obvinění měla za následek finanční krizi diecéze z důvodu vyplácení odškodného desítek milionů dolarů. V lednu 2002 vyhlásil nulovou toleranci, nařídil podřízeným kněžím povinnost hlásit i nejmenší podezření státním úřadům, veřejně odvolal 9 kněží z jejich úřadů a nahlásil státnímu zástupci jména 80–90 kněží, kteří byli v posledních 40 letech obviněni ze sexuálního zneužívání dětí. Tato odhalení způsobila senzaci ve sdělovacích prostředcích. V prosinci 2002 se Law vzdal řízení diecéze.
Paul Shanley, bývalý katolický kněz v bostonské arcidiecézi, byl v roce 2005 odsouzen za znásilnění nezletilého k 12 až 15 letům vězení a zbaven kněžské funkce.
John Geoghan, kněz v bostonské arcidiecézi, v devadesátých letech postupně v šesti farnostech pohlavně zneužil více než sto chlapců. Nadřízení ho postupně překládali tam, kde ho ještě rodiče neznali. V únoru 2002 byl odsouzen za znásilnění, jichž se dopustil až po laicizaci, v roce 2003 byl zavražděn ve vězení.

#### Cleveland
Biskup Anthony Pilla z Clevelandu začátkem roku 2002 oznámil vytvoření speciální komise, která by řešila postup v případech podezření.

#### Filadelfie
Arcidiecéze Filadelfie začátkem roku 2002 uveřejnila jména 35 kněží obviněných v předchozích 50 letech.

#### Diecéze Tucson
Diecéze Tucson v roce 2002 zveřejnila, kolik zaplatila za mimosoudní vyrovnání s devíti bývalými ministranty. Šlo o miliony dolarů.

#### Florida, diecéze Palm Beach
Joseph Keith Symons, katolický biskup diecéze Palm Beach na Floridě do roku 1988, přiznal, že během své kariéry pohlavně zneužíval pět chlapců.
Anthony O'Connell, od roku 1988 nástupce Symonse, v roce 2002 přiznal, že od sedmdesátých let měl sexuální vztah s Christoferem Dixonem, původně jako se studentem semináře. Dixon vypověděl, že vztah trval do devadesátých let. O'Connell se přiznal poté, co se na něj Dixon obrátil se stížností, že byl zneužit dvěma jinými knězi. Kontakt O'Connella s Dixonem byl označen za sexuální zneužití a Dixon získal mimosoudní odškodnění ve výši 125.000 $. O'Connell 8. března 2002 odstoupil z funkce.

#### New York, Bridgeport, Connecticut
Kardinál Edward Egan z New Yorku byl obviněn, že kryl případy sexuálního zneužívání kněžími v Bridgeportu a Connecticut v letech 1988–2000, kdy tam působil jako biskup. 23.3.2002 napsal Egan otevřený dopis věřícím své diecéze, ve kterém slibuje neprodlené postoupení případů státním úřadům, „pokud zde budou rozumné důvody dosvědčující pravdivost těchto tvrzení a oběti tohoto zneužívání nebudou proti tomuto oznámení nic namítat“.

#### New Jersey
Gary Hayes (* 1953) pocházel z New Jersey a odmala žil církevním životem a chtěl být knězem. V 15 letech ho začali dva kněží, Joseph McGarvey a William O'Connell, opíjet a sexuálně zneužívat. Mlčel, protože se obával, že jinak by mu zabránili ve splnění životního cíle. Během studií v semináři hodně pil a podrýval místní autority. V roce 1986 prostřednictvím dvou představitelů diecéze v Camdenu oba pachatele obvinil, ale bezvýsledně. McGarvey byl povýšen a přeložen. O'Connell opustil církev a byl obviněn ze zneužívání tří chlapců ve škole na Rhode Islandu, kde brzy zemřel.
Nakonec byl v roce 1990 vysvěcen na kněze, působil ve státě Kentucky. S podporou tamního biskupa se obrátil spolu s dalšími dvěma kněžími na diecézi v Camdenu se žádostí o došetření. Spor byl řešen mimosoudně, McGarvey obvinění popřel a odešel na penzi. Hayes se stal vůdcem skupiny obětí. Na Dallaské konferenci biskupů v roce 2002 se zasazoval, aby jednou usvědčení kněží již nikdy nedostali druhou šanci, a o sesazení všech biskupů, kteří je kryli.

#### Pensylvánie
Komise velké poroty státního úřadu generálního prokurátora Joshe Shapira, v Harrisburgu, hlavním městě Pensylvánie, zveřejnila v srpnu 2018 podrobnou, více než třináctsetistránkovou zprávu o zločinech amerických římskokatolických kněží. Zpráva, jdoucí do minulosti až do 40. let 20. století zdokumentovala kolem 1000 případů trestných činů se sexuálním podtextem s odkazem na to, že celkový počet případů bude nejspíš větší kvůli případům, které zůstaly neohlášeny nebo nedohledány. Sexuálně motivovaných trestných činů se podle zprávy dopustilo kolem 300 kněží, kteří „znásilňovali malé chlapce a dívky a lidé, kteří byli za jejich jednání odpovědní, nejen zůstali nečinní, ale všechny jejich skutky ukrývali.“ Z tří stovek inkriminovaných kněží je u nejstarších případů třetina již po smrti a drtivá většina případů je promlčená; podle agentury Associated Press byli obviněni pouze dva kněží, z nichž se jeden přiznal.
Mezi více než půl milionem stránek interních dokumentů katolické církve, které porota při vypracování zprávy pročetla, byly podrobnosti zločinů, kterých se konkrétní kněží dopustili, a např. rozvahy, jak a kam je přesunout, aby unikli policii. Členové velké poroty došli k závěru, že katoličtí biskupové a jiní diecézní hodnostáři o těchto zločinech nejen věděli, ale po desítky let se aktivně snažili uchránit církev před poškozením pověsti a před pokutami, do té míry, kdy zneužívali zásad mlčenlivosti, aby umlčeli oběti nebo je přesvědčovali, aby čin nenahlásily. „Chránily svoji instituci za každou cenu. Porota shledala, že [pensylvánská katolická] církev prokázala naprosté opovržení oběťmi.“ Jedná se o zatím nejrozsáhlejší zprávu o sexuálním zneužívání katolickou církví v USA, leč v tomto případě pouze v rozsahu jednoho z jeho států. Oběti a jejich příbuzní se dožadují celonárodního vyšetřování sexuálních přečinů katolické církve v USA.
Peter Steinfels v časopise Commonweal označil tuto zprávu za nepřesnou, neférovou a zavádějící. Podle Steinfelse jde ve zprávě hlavně o finanční odškodnění.

#### Jiné
Kněz Don Rooney spáchal v dubnu 2002 sebevraždu kvůli obvinění ze sexuálního násilí, jehož se údajně dopustil před více než dvaceti lety na nezletilé dívce.

### Jižní Amerika

#### Chile
V březnu 2019 papež František přijal rezignaci kardinála a santiagského arcibiskupa, nejvyššího představitele katolické církve v Chile Ricarda Ezzatiho. Důvodem byla skutečnost, že arcibiskup čelil několika obviněním ze snahy krýt skandály se sexuálním zneužíváním. Dočasným vedením santiagské diecéze papež pověřil biskupa Celestina Aóse Braca. Jedním z případů byl bývalý vrcholný funkcionář arcibiskupství Oscar Muňoz, který byl obviněn ze znásilnění nejméně pěti dětí, svou vinu však popíral. Vatikánští vyšetřovatelé předložili obsáhlou zprávu s konstatováním, že chilští církevní představitelé po obdržení zpráv o pohlavním zneužívání nekonali a v některých případech ho i přímo kryli.

### Asie

#### Filipíny
Biskupská konference Filipín (SBCP) tvořená 120 biskupy se v červenci 2002 pod vlivem událostí z USA sešla, aby stanovila směrnice pro chování kněží a sankce za jejich porušení. Generální tajemník SBCP Hernando Coronel považoval tuto dobu za období očištění. Coronel za prioritu považuje nápravu prostřednictvím rad nebo léčby: „Pokud jeho slabostí jsou mladí hoši, umístíme ho jako kaplana u starých jeptišek. To je jedno z doporučení. Musíme jej udržet mimo místa, kde na něj číhají pokušení, aby hřešil.“
Na Filipínách, kde 85 % obyvatelstva je katolíky, je podle církevního sdělení 1,6 % ze 7200 místních kněží sexuálně aktivních. Kněz-aktivista Robert Reyes za dvacet let zaznamenal asi 50 případů sexuálních úchylek mezi kněžími (otázkou je, co kromě homosexuality a pedofilie je v tomto pojmu u něj ještě zahrnuto) a v některých byli oběťmi neplnoletí. Pastorační kněz Carmelo Caluag se obával, že hromadnou exkomunikací se sníží již tak nedostatečný počet kněží. Také se obával, že církev bude zahlcena soudními procesy, pokud včas sama neodškodní oběti.
Elsa (* 1966) byla jako sedmiletá osahávána místním knězem. Po dvaceti letech, v roce 1993, se se svým příběhem svěřila.
Místní média se zmínila i o případu dvou mladistvých, které nejmenovaný kněz pohlavně zneužil v roce 1990. Při objímání chlapců prý kněz řekl: „Ochutnáte potravu Boha.“

#### Hongkong
V Hongkongu od roku 1970 nejméně šest duchovních údajně pohlavně zneužívalo děti. Hongkongská katolická diecéze dva kněze shledala vinnými a veřejnost jí vytýká, proč incidenty nenahlásila policii.

#### Austrálie
Zneužívání dětí v Austrálii vyšetřuje Královská vyšetřovací komise (podobně jako ve Spojených státech na začátku předchozí dekády) rozkryla rozsáhlé a systémové zneužívání dětí duchovními v asi tisícovce australských institucí katolické církve. Zatímco nejstarší prokázaný případ sexuálního zneužívání pochází v Austrálii z 20. let 20. století, nejvíce z vyšetřovaných zneužití se odehrálo mezi lety 1980 a 2015.
- počet obětí: 4444
- průměrný věk zneužívaných dívek: 10,5 roku
- průměrný věk chlapců: 11,5 roku
- počet případů žádající o odškodnění: 4445
- počet případů, které odškodnění dostalo: 3066
- částka vyplacená katolickou církví na případy sexuálního zneužití: cca 4 mld Kč
- procento katolických kněží, kteří v letech 1980–2015 bylo obviněno ze zneužívání dětí: 7 %[108]

Gail Furnesová, vedoucí právnička vyšetřování, při prezentaci výsledků z února 2017 řekla: „Při každém slyšení byly vyslechnuty zkušenosti obětí. Výpovědi byly depresivně podobné. Děti byly ignorovány, nebo hůř, trestány. Jejich výpovědi nikdo neprověřil. Kněží a řeholníci se často přesunuli do jiných farností, kde nevěděli nic o jejich minulosti. Veškeré dokumenty se ztratily nebo byly zničeny.“ a její kolega Francis Sullivan, vedoucí právník vyšetřování, dodal: „Zneužívání v církvi trvá po desetiletí, ať už institucích malých nebo velkých.“
Na konci června 2017 byl z řady sexuálních trestných činů obviněn Australan George Pell, dosud nejvýše postavený duchovní katolické církve. Pell je hlavním finančním poradcem papeže Františka a vede vatikánské ministerstvo hospodářství. Případy sexuálního zneužívání dětí, ze kterých byl obviněn, se týkali jeho působení v australské Viktorii v 70. letech 20. století. Papež Pella dočasně uvolnil z funkce. V dubnu 2020 jej po odvolání Nejvyšší australský soud obvinění zprostil.

## Postoj Vatikánu

### DopisCrimen sollicitationis(1962)
V roce 1962 kardinál Alfredo Ottaviani, tajemník kongregace pro nauku víry, adresoval Crimen sollicitationis (latinsky „zločin nabízení sexuálních služeb“) „všem patriarchům, arcibiskupům, biskupům a dalším místním ordinářům,“ včetně těch z východních katolických církví.
V dokumentu Ottavianiho kongregace načrtla procedury, které je vhodné dodržet v případě potýkání se s případy, kdy jsou klerici (knězi, pastoři, biskupové) římskokatolické církve obviněni z homosexuálního, pedofilního či zoofilního chování nebo z toho, že zneužili svátost pokání k sexuálním návrhům zpovídaným.

### DopisDe delictis gravioribus(květen 2001)
V květnu 2001 rozeslala Kongregace pro nauku víry (její prefekt kardinál Joseph Ratzinger, pozdější papež Benedikt XVI.) dopis De delictis gravioribus

(O těžších zločinech proti mravům a vysluhování svátostí) všem katolickým biskupům. Jeho obsahem je vymezení 8 druhů zločinů (převážně vnitrocírkevní povahy), z nichž jeden je „zločin proti šestému přikázání Desatera s osobou mladší 18 let spáchaný klerikem“. Rozhodování o těchto zločinech je vyhrazeno pouze Apoštolskému tribunálu Kongregace pro nauku víry (to znamená, že v rámci církevního disciplinárního řízení o nich nesmí konečné rozhodnutí učinit samostatně nižší církevní soud, například diecézní ani metropolitní). Každý ordinář nebo hierarcha, který má alespoň pravděpodobnou povědomost o spáchání takového činu, má povinnost to po skončení náležitého vyšetřování oznámit Kongregaci pro nauku víry, která si může vyhradit řešení případu a pokud si jej nevyhradí, má nad kauzou dohled a je odvolacím orgánem. Případy těchto druhů podléhají papežskému tajemství. (Jeho porušení může vést k exkomunikaci). Promlčecí lhůta je 10 let, a je-li obětí nezletilý, počíná běžet až dovršením 18 let věku oběti (tedy se prodlužuje). Tyto normy schválil, potvrdil a vyhlásil papež Jan Pavel II. v Motu proprio Sacramentorum sanctitatis tutela 30. dubna 2001.
Podle některých výkladů (The Observer, IDnes, 26.4.2005, texaský advokát Daniel Shea, profesor kanonického práva John Beal) vylučuje instrukce právo nebo povinnost katolických hierarchů podat trestní oznámení státním orgánům. Tento výklad se odvolává na o dva roky starší výrok Tarcisia Bertoneho, který dopis s Ratzingerem spolupodepsal: „Já se domnívám, že požadavek, aby biskup nahlásil policii každý případ, kdy se kněz dostane do podezření, že zneužíval dítě, je nepodložený,“
Podle opačných výkladů (například Damiána Němce z katedry církevního práva CMTF UP) se papežské tajemství vztahuje pouze na důvěrná svědectví získaná v rámci církevního vyšetřování a nevylučuje souběžné světské stíhání. Podle nejmenovaných „katolických právníků“ britský list The Observer, od nějž zprávu převzala řada médií, sporný Ratzingerův dopis dezinterpretoval. Papežské tajemství je určeno především k dodržení presumpce neviny, tedy k zabránění pomluvám podezřelého do doby, než padne rozsudek.
Obecně kanonické právo umožňuje, aby soudce upustil od uložení trestu například v případě, „jestliže byl dostatečně potrestán světským představeným nebo se předvídá, že jím bude potrestán.“, tedy počítá jak s paralelností církevního a světského práva, tak s jejich vzájemným vztahem. Církevní soudy zpravidla vyčkají došetření případu státními orgány a pak teprve na základě jejich výsledku zahajují vlastní řízení, protože samy nemají tak silné vyšetřovací prostředky jako stát.
Redakce IDnes v článku z 26.4.2005 a The Observer podaly dezinterpretaci například v tom, když tvrdily, že nelze tyto delikty soudit, dokud oběť nedosáhla věku 18 let.

### E-mail Jana Pavla II. (22. 11. 2001)
Papež Jan Pavel II. napsal svůj první e-mail a poprvé publikoval na internetu oficiální církevní dokument. Předmětem e-mailu byla omluva za sexuální zneužívání kněžími a dalšími církevními osobami. Dokument je určen diecézím v Oceánii a shrnuje témata biskupské synody konané v Oceánii roku 1998. Podle papeže se katolická církev v Oceánii snažila o „otevřené a spravedlivé“ soudní procesy v reakci na oprávněné stížnosti. Papež vyjadřuje omluvu a vyjadřuje závazek církve poskytnout podporu obětem, jejich rodinám, celému společenství i samotným delikventům. Dokument se ale netýká speciálně pohlavního zneužívání dětí, ale spíše žen, řeholnic zneužívaných kněžími.

### Instrukce o nakládání s provinilci (leden 2002)
Počátkem ledna 2002 vydal Vatikán směrnice o nakládání s kněžími, kteří se dopustili pohlavního zneužívání. Podle ní by takoví duchovní měli stanout před tajným církevním tribunálem a pokud bude prokázána jejich vina, mohli by být zbaveni kněžské funkce a vyloučeni z církve.[zdroj?]

### Vyjádření Jana Pavla II. (březen 2002)
V březnu 2002 Jan Pavel II. uvedl, že „je hluboce raněn chováním svých kněží zapletených do ‚nejhanebnější formy zla‘.“ Ve svém výročním dopise kněžím napsal, že „katolická církev dává najevo obavy o oběti těchto skandálů“ a že chce „odpovědět pravdivě a spravedlivě na každou z těchto bolestných situací“.

### Instrukce o kněžství a homosexualitě (listopad 2005)
Instrukce o kněžství a homosexualitě, kterou 4. 11. 2005 vydala vatikánská Kongregace pro katolickou výchovu, byla reakcí církve na její rozsáhlou skandalizaci kvůli sexuálním kontaktům některých kněží s mladistvými a dětmi a kvůli zatajování těchto případů církevními činiteli. Instrukce zakazuje přijímat do kněžského semináře osoby, které mají „hluboce zakořeněné homosexuální sklony“ nebo „sympatizují s tzv. gay-kulturou“, a udílet takovým osobám svěcení.
Podle kritiků (například Martin Šístek) tato instrukce jen prohloubí pokrytectví a strach a je projevem neúcty k homosexuálně cítícím osobám v církvi. Empirický výzkum podle nich totiž ukazuje, že sexuální orientace osob neovlivňuje pravděpodobnost zneužívání dětí. Naproti tomu americký psychiatr Richard Fitzgibbons se domnívá, že souvislost mezi pedofilií a homosexualitou v případě sexuálních skandálů katolických kněží nepochybně existuje, přičemž se odvolává na své zkušenosti a na studii John Jay College při Newyorské městské univerzitě. Podle spoluautorky studie je však takový závěr zjednodušující a založený na nepodloženém předpokladu. Ačkoliv je pravda, že 80 % deliktů bylo homosexuální povahy, nemusí to znamenat, že by pachatelé těchto činů byli vždy homosexuální orientace.

### Papežská komise
Papež František považoval ochranu nezletilých za „nedílnou součást poselství evangelia“. Jako součást „hlubokého zpytování svědomí církve“ zřídil 22. března 2014 Papežskou komisi pro ochranu nezletilých. Jejím úkolem je vytvářet návrhy na ochranu nezletilých i dospělých, aby se „podobné zločiny“ sexuálního zneužívání v církvi již neopakovaly.

### Vatikánský summit (únor 2019)
V únoru 2019 se konal ve Vatikánu čtyřdenní summit předsedů biskupských konferencí o sexuálním zneužívání. Summitu se také účastnili členové a sekretáři Rady kardinálů. Českou republiku zastupoval pražský arcibiskup kardinál Duka Účastníků summitu bylo asi 190. Summit se nesl ve znamení modliteb, přednášek, diskusí a také setkáními s oběťmi. Hodnocení summitu je rozporuplné, někteří ho vnímají jako promarněnou šanci a opakování vágních prohlášení, jiní v tom vidí důležitý krok správný směrem. Ze samotného summitu nevzešel žádný závěrečný dokument. Papež na summitu předložil 21 bodů k zamyšlení a očekává se Motu proprio s předpisy na ochranu nezletilých a také příručka pro biskupy. 7. září 2019 vyšlo Motu proprio Vos estis lux mundi, které doplňuje církevní legislativu v oblasti sexuálního zneužívání.

## Audiovizuální dokumenty
Toto je výběr několika dokumentů nebo filmů založených na skutečných událostech, popisující sexuální zneužívání katolických duchovních.
| Název původní, (český) | Rok        | Autoři                                                    | Krátká synopse | Délka                                    | Odkazy                                                                                            |
| --- | ---------- | --------------------------------------------------------- | --- | ---------------------------------------- | ------------------------------------------------------------------------------------------------- |
| Hand of God Ruka boha | 2007       | Joe Cultrera (režie)                                      | Autor Joe Cultera ve filmu odkrývá okolnosti čtyři desítky let starého případu sexuálního zneužití svého bratra Paula jeho farním knězem, ctihodným otcem Josephem Birminghamem, toho času působícího v americkém státu Massetchussetts.                                                                                                | 84 minut                                 | oficiální stránky na PBS v rámci programu Frontline, dokument na Spread the Word                  |
| Sex Crimes and the Vatican Sexuální zločiny a Vatikán                                                                        | 2006       | Sarah Macdonald (produkce)                                | Film se zabývá dokumentem Crimen Sollicitationis, vydaným roku 1962 a revidovaným 39 let později za pontifikátu Jana Pavla II., který shrnuje rámec postup jednání v případech obvinění duchovenstva katolické církve ze sexuálního obtěžování dětí, sodomie, aj.                                                                       | 39 minut                                 | stránka dokumentu na serveru BBC, dokument na Spread the Word                                     |
| Deliver Us from Evil Osvoboď nás od zlého                                                                                    | 2006       | Amy J. Berg (režie)                                       | Dokument se věnuje případu v Kalifornii působícího katolického kněze Olivera O'Gradyho, který mezi 70. a 90. lety sexuálně zneužil stovky dětí. | 101 minut                                | článek na anglické Wikipedii oficiální stránka Archivováno 10. 2. 2012 na Wayback Machine., IMDb  |
| The Boys of St. Vincent/The Boys of St. Vincent: 15 Years Later Bratři svatého Vincenta/Bratři svatého Vincenta: 15 let poté | 1992, 1993 | John N. Smith (režie), Sam Grana, Claudio Luca (produkce) | Dvoudílné dokudrama založené na skutečných událostech mnohonásobného fyzického a sexuálního zneužívání z Newfoundlandském sirotčince Mount Cashel knězi římskokatolické církve, v čele s bratrem Peterem Lavinem. | 1. díl – 92 minut, kompilace – 186 minut | článek na anglické Wikipedii, záznam v Kanadském filmovém archivu, IMDb                           |
| Twist of Faith Pokroucená víra                                                                                               | 2005       | Kirby Dick (režie)                                        | Dokument o Tony Comesovi, který se šestnáct let ex post, ve svých 30 letech, rozhodl zveřejnit okolnosti sexuálního zneužití jeho osoby katolickým knězem. | 87 minut                                 | článek na anglické Wikipedii, oficiální stránka filmu Archivováno 11. 3. 2009 na Wayback Machine. |
| Spotlight | 2015       | Thomas McCarthy (režie)                                   | Tým reportérů z Boston Globe se snaží ponořit do obvinění ze zneužívání dětí v katolické církvi. Jejich rok dlouhé vyšetřování odhalí desítky let trvající kamufláž na nejvyšší úrovni v bostonských náboženských institucích. Film založený na skutečných událostech, oceněný Pulitzerovou cenou a cenou filmové akademie za rok 2016. | 128 minut                                | článek na anglické Wikipedii, oficiální stránka filmu Archivováno 21. 1. 2016 na Wayback Machine. |
| Kler | 2018       | Wojciech Smarzowski (scénář a režie)                      | Polské drama kritizující praktiky katolické církve v Polsku, které se otevřeně dotýká tématu sexuálního zneužívání dětí kněžími a inspiruje se z několika investigativních kauz | 132 minut                                | článek na anglické Wikipedii, IMDb, ČSFD                                                          |
| Grâce à Dieu Díky bohu | 2019       | François Ozon (scénář a režie)                            | Drama o obětech kněze Bernarda Preynata, který v osmdesátých a devadesátých letech minulého století sexuálně zneužil 80 chlapců | 137 minut                                | IMDb, ČSFD                                                                                        |
| Tylko nie mów nikomu Nikomu to neříkej                                                                                       | 2019       | Tomasz Sekielski (scénář a režie)                         | Polský dokumentární film o kněžích, kteří se dopustili sexuálních deliktů na nezletilých, a jejich obětech | 121 minut                                | dokument na YouTube, článek na anglické Wikipedii, IMDb, ČSFD                                     |

Další zdroje: (anglicky) en:List of films portraying paedophilia or sexual abuse of minors, (anglicky) en:Category:Roman Catholic Church sex abuse scandal